# Алкиониды
Алкиониды (др.-греч. Ἀλκυονίδες) — в древнегреческой мифологии 7 дочерей великана Алкионея. Когда Алкионей был убит Гераклом, они бросились в море, и Амфитрита превратила их в алкион. Их имена: Алкиппа, Анфа, Астерия, Дримо, Мефона, Паллена и Фтония.

## Климатический период
В Греции термином «Алкиони́ды, алкиони́йские дни, дни алкио́ны» называется безветренное, тихое время зимой, 2 недели около времени зимнего солнцестояния (когда самый короткий день). Название произошло от того поверья, будто в эту пору птица алкион (зимородок) высиживает птенцов.

## В астрономии
Названия Мефона, Анфа и Паллена носят спутники Сатурна.
В честь Астерии назван астероид (658) Астерия, открытый в 1908 году.